# Franz Dusika
Franz "Ferry" Dusika (Viena, 31 de març de 1908 - Ídem, 12 de febrer de 1984) va ser un ciclista austríac, que s'especialitzà en la pista. El 1932, va guanyar la medalla de bronze al Campionat del món amateur en velocitat darrere de l'alemany Albert Richter i l'italià Nino Mozzo.
Va participar en els Jocs Olímpics de 1928 i 1936.